# Mareike Carrière
Pour les articles homonymes, voir Carrière.
Mareike Carrière, née le 26 juillet 1954 à Hanovre et morte le 17 mars 2014  à Hambourg,, est une actrice, porte-parole et traductrice allemande.

## Biographie
Mareike Carrière naît en 1954 à Hanovre et grandit à Lübeck. Elle est fille de Bern Carrière, psychiatre et neurologue renommé. Dès son enfance, elle monte sur les planches, tout comme ses deux frères, Mathieu et Till, qui se suicide à l'âge de 26 ans.
À l'âge de 16 ans, elle commence sa formation à l'école de théâtre de Lübeck puis obtient l'Abitur (le baccalauréat allemand) et étudie l'anglais et le français à la Sorbonne à Paris. Elle termine ses études par l'obtention d'un diplôme de traductrice.

## Filmographie
Cinéma
- 1978 : Scènes de la vie d'un propre à rien de Bernhard Sinkel
- 1978 : Un second souffle de Gérard Blain
- 1984 : Yerma de Imre Gyöngyössy et Barna Kabay
- 1985 : Abschied in Berlin d'Antonio Skármeta
- 1985 : Mary Ward (de) d'Angelika Weber
- 1989 : Zugzwang de Mathieu Carrière
- 1989 : Maihime (舞姫) de Masahiro Shinoda
- 1989 : La Roseraie (Der rosengarten) de Fons Rademakers : Mme Moerbler
- 2005 : Unkenrufe de Robert Glinski
- 2008 : Abendlied de Frauke Thielecke
- 2011 : A Dangerous Method de David Cronenberg

Télévision
- 1997 : Pardaillan d'Edouard Niermans

## Source de la traduction
- (en) Cet article est partiellement ou en totalité issu de l’article de Wikipédia en anglais intitulé « Mareike Carrière » (voir la liste des auteurs).